# Ludmila Varmužová
Ludmila Varmužová, uváděna také – včetně oficiálních tenisových profilů, jako Ludmilla Varmuza (* 25. února 1979 Gottwaldov) je bývalá  česká profesionální tenistka, hrající levou rukou, která během své kariéry reprezentovala také San Marino. V juniorské kategorii si zahrála finále čtyřhry na všech čtyřech Grand Slamech. 
Spolu s Američankou Corinou Morariuovou vyhrála čtyři juniorské grandslamové tituly, a to na Australian Open 1994 a 1995, na antukovém French Open v roce 1995, stejně jako na US Open 1995. Společně pak odešly poraženy z finále Wimbledonu 1994 a po boku ruské juniorky Anny Kurnikovové prohrály boj o titul na French Open 1996.
Ve své kariéře nezvítězila na žádné události okruhu WTA Tour. V rámci okruhu ITF získala jeden titul ve dvouhře, když v srpnu 1996 na jakartském turnaji dotovaném 50 000 dolary zdolala ve finále Thajku Tamarine Tanasugarnou 6–2 a 6–4.
Na žebříčku WTA byla ve dvouhře nejvýše klasifikována v červenci 1997 na 159. místě a ve čtyřhře pak v srpnu 1995 na 189. místě. V juniorské světové klasifikaci ITF ji na přelomu let 1995/1996 patřila 13. příčka v singlu a 1. pozice v deblu.
V roce 1999 reprezentovala San Marino na Hrách malých států Evropy konaných v Lichtenštejnsku, kde vybojovala zlatou medaili v ženské čtyřhře se spoluhráčkou Francescou Guardigliovou.
V sezóně 1995 ji Mezinárodní tenisová federace vyhlásila juniorskou mistryní světa ve čtyřhře. V českém fedcupovém týmu neodehrála žádný zápas.

## Finálové účasti na turnajích okruhu ITF
| $100 000 tournaments |
| $75 000 tournaments  |
| $50 000 tournaments  |
| $25 000 tournaments  |
| $15 000 tournaments  |
| $10 000 tournaments  |

### Dvouhra: 3 (1–2)
| Stav       | č. | datum           | turnaj             | povrch | soupeřka ve finále     | výsledek           |
| ---------- | -- | --------------- | ------------------ | ------ | ---------------------- | ------------------ |
| Vítězka    | 1. | 5. srpna 1996   | Jakarta, Indonésie | tvrdý  | Tamarine Tanasugarnová | 6–2, 6–4           |
| Finalistka | 1. | 30. června 1997 | Campinas, Brazílie | antuks | Larissa Schaererová    | 4–6, 1–6           |
| Finalistka | 2. | 4. května 1998  | Tampico, Mexiko    | tvrdý  | Sarah Taylorová        | 6–4, 4–6, 1–4skreč |

### Čtyřhra: 4 (0–4)
| Stav       | č. | datum             | turnaj                        | povrch      | spoluhráčka        | soupeřky ve finále                         | výsledek           |
| ---------- | -- | ----------------- | ----------------------------- | ----------- | ------------------ | ------------------------------------------ | ------------------ |
| Finalistka | 1. | 20. února 1995    | Newcastle, Spojené království | koberec (h) | Sandra Kleinová    | Seda Noorlanderová Christína Papadákiová   | 6–7(3–7), 3–6      |
| Finalistka | 2. | 24. července 1995 | Istanbul, Turecko             | tvrdý       | Joriko Jamagišiová | Emanuela Brusatiová Maria Paola Zavagliová | 6–7(5–7), 3–6      |
| Finalistka | 3. | 4. března 1996    | Rockford, Spojené království  | tvrdý       | Anna Kurnikovová   | Elly Hakamiová Valda Lakeová               | 2–6, 3–6           |
| Finalistka | 4. | 6. dubna 1998     | Dubaj, SAE                    | tvrdý       | Petra Gáspárová    | Wynne Prakusjová Benjamas Sangaramová      | 6–7(1–7), 6–1, 3–6 |

## Finále na juniorce Grand Slamu

### Čtyřhra juniorek: 6 (4–2)
| Stav       | Rok  | Turnaj          | Povrch | Spoluhráčka       | Soupeřky ve finále                       | Výsledek      |
| ---------- | ---- | --------------- | ------ | ----------------- | ---------------------------------------- | ------------- |
| Vítězka    | 1994 | Australian Open | tvrdý  | Corina Morariuová | Yvette Bastingová Alexandra Schneiderová | 7–5, 2–6, 7–5 |
| Finalistka | 1994 | Wimbledon       | tráva  | Corina Morariuová | Nannie de Villiersová Elizabeth Jelfsová | 3–6, 4–6      |
| Vítězka    | 1995 | Australian Open | tvrdý  | Corina Morariuová | Saori Obatová Nami Urabeová              | 6–1, 6–2      |
| Vítězka    | 1995 | French Open     | antuka | Corina Morariuová | Alice Canepová Giulia Casoniová          | 7–6, 7–5      |
| Vítězka    | 1995 | US Open         | tvrdý  | Corina Morariuová | Anna Kurnikovová Aleksandra Olszová      | 6–3, 6–3      |
| Finalistka | 1996 | French Open     | antuka | Anna Kurnikovová  | Alice Canepová Giulia Casoniová          | 2–6, 7–5, 5–7 |